# Чжао Шиянь
Чжа́о Шия́нь (кит. трад. 趙世炎, упр. 赵世炎, пиньинь Zhào Shìyán; 13 апреля 1901 года, Юян — 19 июля 1927 года, Шанхай）— китайский общественный деятель, член Китайской коммунистической партии, казнен в годы Северной экспедиции. Выпускник Коммунистического университета трудящихся Китая в Москве.

## Биография
Чжао Шиянь родился 13 апреля 1901 года в Юяне. В 1915 году отправился в Пекин, чтобы поступить учиться в Национальную Пекинскую высшую школу. В 1919 году участвовал в Движение 4 мая, на следующий год отправился учиться во Францию, был соучредителем Коммунистической партии Китая. В 1922 году Чжао Шиянь и Хо Ши Мин приглашались в члены Французской коммунистической партии. В 1923 году Чжао уехал учиться в Советский Союз. Поступил в Москве в Коммунистический университет трудящихся Китая.
В 1923 году, во время учебы в Коммунистическом университете трудящихся Китая, Чжао написал статьи: «Россия и США», «Мир и ленинизм», «Ленин». Статьи были опубликованы в китайских газетах и журналах и сыграло важную роль в распространении ленинизма в стране. В апреле 1923 года был избран членом Европейского Московского отделения Коммунистической партии Китая.
В 1926 году Чжао Шиянь отправился с будущим первым главой Госсовета КНР Чжоу Эньлаем в Шанхай, чтобы возглавить вооруженное восстание рабочих во время Северного похода. В Шанхае он написал свои статьи: «Рабочие и партия», «Жизнь и ленинизм», «Третья Национальная конференция труда и ее результаты», «Удар в Шанхае в последнее время» и др. Эти статьи сыграли свою роль для пропаганды марксизма и руководства в Китае рабочим движением.
В 1927 году в результате резни в Шанхае было убито 412 человек. 2 июля этого года Чжао Шиянь был арестован в своем доме в Северном Сычуане. 19 июля 1927 года он был казнен в Шанхае.
Сестра Чжао Шияня, Чжао Цзюньтао, вышла замуж за революционера Ли Шуошуна. Ее сын, Ли Пэн с 1987 по 1998 год был премьер-министром Китая.